# ابن المجاور
ابو الفتح جمال‌الدین یوسف بن یعقوب بن محمد (عربی: أبو الفتح جمال الدين يوسف بن يعقوب ابن محمد‎)، که بیشتر با نام ابن المجاور شناخته می‌شود (حدود ۱۲۰۵–۱۲۹۲)، مسافر و تاجر با ملیت نامشخص است که احتمالاً اهل خراسان بوده است. او برای سفرنامه‌اش با عنوان تاریخ المستبصر یا تاریخ المستنصر (چکیده یک ناظر هوشمند) شناخته می‌شود، که یک تاریخ‌نگاری سفر است که شهرها، تجارت، سلسله‌های محلی و آداب اجتماعی نیمه‌جنوبی شبه‌جزیره عربستان را توصیف می‌کند. این تاریخ‌نگاری یک منبع مهم برای تاریخ اقتصادی و زندگی عمومی مناطق جنوبی شبه‌جزیره عربستان و جزیره سقطری در اوایل قرن سیزدهم است.
او از مکه به سمت جنوب از طریق دریای سرخ سفر کرده و از سواحل جنوبی شبه‌جزیره عربستان تا خلیج فارس ادامه داد. در عدن، که در آن زمان در ابتدای شکوفایی قرون وسطی خود تحت دودمان ایوبی بود، او فعالیت‌های بندر را مشاهده کرده و گزارش‌هایی از مدیریت، مالیات‌ها، بازارها، گمرکات، ارز، اوزان و مقیاس‌ها ارائه داد. مسیر او سپس ادامه یافت تا به سواحل جنوبی عربستان برسد، جایی که او ارتباطات تاریخی خلیج عدن با هند را توصیف کرده و حماسه هندی رامایانا را تطبیق داد.
او عادات مردم را توصیف کرد: ساختمان‌ها، لباس، کشاورزی، غذا و تاریخ. او همچنین گوش شنوایی برای آداب، افسانه‌ها و اساطیر آنان داشت. او ارتباطات دریایی میان ماداگاسکار، سواحل شرق آفریقا، عدن و بندر سیراف، بندر خلیج فارس را توصیف کرد. او شهرها را به سبک ابوزید بلخی نقشه‌برداری کرد.